# Guts of a Beauty
Guts of a Beauty (jap. 美女のはらわた; Alternativtitel: Entrails of a Beautiful Woman, Guts of a Virgin 2) ist ein japanischer Horrorfilm von Kazuo Komizu aus dem Jahr 1986. Er wird im weiteren Sinne dem Pinku eiga zugeordnet, einem Genre, das Erotik- und Kunstfilm verbindet. Neben dem Pinku-Genre enthält der Film auch Anleihen aus dem Rape-and-Revenge-Film sowie dem Splatterfilm. Auf Grund seiner Splattereffekte war er in Deutschland lange nicht erhältlich. Der Titel stellt den zweiten Teil einer lose zusammenhängenden Trilogie dar, die von Guts of a Virgin (1986) begonnen wurde und mit Rusted Body (1987) abgeschlossen wurde.

## Handlung
Eine Frau gerät in die Fänge der Yakuza. Sie wird mit der neuartigen Droge Angel Rain gefügig gemacht und mehrfach vergewaltigt. Anschließend soll sie an ein Freudenhaus in Afrika verkauft werden. Ihr gelingt jedoch die Flucht in ein nahe gelegenes Krankenhaus und erzählt kurz vor ihrem Tod der Psychiaterin Hiromi von ihrem Martyrium. Anschließend wirft sie sich vom Dach des Gebäudes. Diese behandelt im Anschluss einen Yakuza, verführt ihn und hypnotisiert ihn anschließend, um auf einen Schlüsselreiz hin die anderen Yakuza zu töten. Der Plan geht jedoch schief. Unter Folter zwingen die anderen Yakuza ihn, zu erzählen, wer ihn angestiftet hat. Danach zerstückeln sie ihn.
Hiromi wird gefangen genommen. Die wird ebenfalls vergewaltigt und unter Drogen gesetzt. Jedoch erhält sie versehentlich eine Überdosis und verstirbt an Ort und Stelle. Nachdem die Yakuza sie entsorgt haben, erwacht sie als eine Art Hermaphrodit mit einem gewaltigen tentakelförmigen Penis zum Leben und rächt sich an ihren Peinigern. Zuletzt vergewaltigt und tötet sie den Boss.

## Hintergrund
Der Titel deutet eine Fortsetzung zum Film Guts of a Virgin an, der im gleichen Jahr ebenfalls von Kazuo 'Gaira' Komizu gedreht wurde. Es handelt sich jedoch nicht um eine direkte Fortsetzung, sondern nur um ein ähnliches Thema.
Der Film erschien in Japan 1986. Eine deutsche Version wurde, vermutlich auf Grund der frauenverachtenden Inszenierung der Vergewaltigungen und der extremen Gewalteffekte, lange nicht veröffentlicht. Der Film war lange nur in einer retuschierten Fassung aus den Niederlanden erhältlich. Am 10. Juni 2022 veröffentlichte das Label Shock Entertainment erstmals eine synchronisierte DVD- und Blu-Ray-Fassung des Films mit Booklet von Mike Blankenburg und Stefan Sierecki.

## Rezeption
Frank Trebbin schrieb in seiner Buchreihe Die Angst sitzt neben Dir: „Die mitleidlos kaltschnäuzig inszenierte Vergewaltigung am Anfang von Guts of a Virgin ist nur der Auftakt für eine Reihe von Szenen, die hierzulande wohl nie die Segnung der FSK oder BPS bekommen würden. In schier unglaublicher Weise ergießt sich eine Flut sado-pornografischer Bilder von der Leinwand, die mit den kühnsten Gore-Effekten gekrönt sind, die seit den Italoschockern der frühen 80er Jahre zu begutachten waren. Zweifelhafter Höhepunkt des blutigen Treibens ist ein Geschlechtsakt zwischen dem Protoplasma-Monster und der Freundin des ersten Yakuza-Gangsters, bei dem der übergroße Penis aus der Brusthöhle der Beigeschlafenen herausgepresst wird. Daneben sieht die schleimige Vereinigung aus Planet des Schreckens wie eine erotische Fotografie aus dem Playboy aus.“
Haiko Herden schrieb in seinem Filmlexikon: „[D]er erste Teil GUTS OF A VIRGIN war schon abgefahren, aber dieser Film hier steht ihm in nichts nach, ist sogar noch eine gute Spur blutiger, während die Softsexszenen (in der Hauptsache Vergewaltigungsszenen) hier etwas geringer gehalten werden, aber es gibt trotzdem auch in dieser Richtung viel zu sehen. Wie auch schon das Erstlingswerk ist das hier ein sehr bizarrer Film mit einer abgedrehten Handlung und durchweg sehr schönen Darstellerinnen. Am Ende hin wird der Streifen dann auch noch einmal richtig schön blutig und für Fetischisten primärer Geschlechtsorgane gibt es hier einen schleimigen Riesenpenis und eine schlabbernde und schleimende Riesenvagina zu begutachten. Ja, so ein Film kann einfach nur aus Japan kommen. Irgendwie erfrischend anders. “